# Anacyclus clavatus
Anacyclus clavatus là một loài thực vật có hoa trong họ Cúc. Loài này được (Desf.) Pers. mô tả khoa học đầu tiên năm 1807.